# کالدرا لاگونا
کالدرا لاگونا (به لاتین: Laguna Caldera) یک کوه در فیلیپین است که در ریزال واقع شده‌است. کالدرا لاگونا ۷۴۳ متر بالاتر از سطح دریا واقع شده‌است.